# 鳌龙河
鳌龙河位于中华人民共和国吉林省中部，是第二松花江左岸支流。“鳌龙”（满文：ᠣᠯᠣ，转写：olo）满语意为“线麻”，因古时沿河两岸盛产线麻，百姓多用线麻织网捕鱼，故得名。
鳌龙河发源于永吉县北部一拉溪镇黑大顶子山西侧，自西南向东北流经永吉县西北部，吉林市船营区西部和昌邑区中部，至昌邑区土城子满族朝鲜族乡东北汇入第二松花江。河长89.9千米，流域面积1528平方千米，河道平均比降0.5‰。年均径流量1.08亿立方米。
鳌龙河流域是吉林市境内四大涝区之一。该流域平坦开阔，土质肥沃，开发较早，土地垦殖率已近50%，植被破坏严重，森林覆盖率只有10%左右。
1964年，永吉县长郭景荣主持制定了治理鳌龙河流域的“五库一堤”方案：
- 大绥河水库
- 胖头沟水库
- 碾子沟水库
- 火石山水库
- 杨家大桥水库
- 鳌龙河堤防